# Азіз Будербала
Абделазіз Ель-Ідріссі Будербала (араб. عبد العزيز الإدريسي بودربالة, нар. 26 грудня 1960, Касабланка, Марокко) — марокканський футболіст, що грав на позиції флангового півзахисника, півзахисника.
Виступав, зокрема, за клуби «Відад» (Касабланка) та «Ліон», а також національну збірну Марокко.

## Клубна кар'єра
У дорослому футболі дебютував 1977 року виступами за команду клубу «Відад» (Касабланка), в якій провів сім сезонів. 
Згодом з 1984 по 1990 рік грав у складі команд клубів «Сьйон», «Расінг» (Коломб) та «Лаваль».
Своєю грою за останню команду привернув увагу представників тренерського штабу клубу «Ліон», до складу якого приєднався 1990 року. Відіграв за команду з Ліона наступні два сезони своєї ігрової кар'єри. Більшість часу, проведеного у складі «Ліона», був основним гравцем команди.
Протягом 1992—1993 років захищав кольори команди клубу «Ештуріл-Прая».
Завершив професійну ігрову кар'єру у клубі «Санкт-Галлен», за команду якого виступав протягом 1993—1995 років.

## Виступи за збірну
1977 року дебютував в офіційних матчах у складі національної збірної Марокко. Протягом кар'єри у національній команді, яка тривала 16 років, провів у формі головної команди країни 61 матч.
У складі збірної був учасником чемпіонату світу 1986 року у Мексиці, Кубка африканських націй 1992 року у Сенегалі.

## Титули і досягнення
- Бронзовий призер Кубка африканських націй: 1980
- Переможець Середземноморських ігор: 1983